# 遊☆戯☆王デュエルモンスターズ (コンピューターゲーム)
『遊☆戯☆王デュエルモンスターズ』（ゆうぎおうデュエルモンスターズ、Yu-Gi-Oh: Duel Monsters）シリーズは、コナミ（現・コナミデジタルエンタテインメント）から発売されているゲームソフト。第1作は1998年12月16日に発売された。

## 概要
高橋和希原作の漫画『遊☆戯☆王』に登場したカードゲーム「マジック・アンド・ウィザーズ」、さらにそれをモチーフにしてコナミが製作・発売している『遊☆戯☆王オフィシャルカードゲーム』をゲーム機で再現したものとなっている。
大きく分けて、オフィシャルカードゲーム（以下、OCG）のルールに準拠するものと、原作の世界観を再現したオリジナルルールのものに分類される。『遊☆戯☆王デュエルモンスターズII 闇界決闘記』以降の作品は、ゲームを購入すると実際のOCGで使用可能な特別限定カードが付属しているのが定番となっている。OCGのカードの左下に書かれている8桁の数字をゲーム中特定の場所で入力すると、そのカードをゲームで入手できる「パスワード」システムが実装されている。
2003年から2011年においてワールドチャンピオンシップと題した全国、または世界規模の大会が行われた。

## シリーズ

### ゲームボーイ / ゲームボーイカラー
遊☆戯☆王デュエルモンスターズ
1998年12月16日発売、ゲームボーイ
シリーズ第1作。1ターンにカードを1枚ずつ出し、単純にモンスターの攻撃力と守備力だけでバトルを行う。場のモンスターに手札のモンスターを重ねることで新たなモンスターを生み出す融合召喚のシステムや、サポートとなる魔法カードも存在。8000ライフ制、直接攻撃といった、原作初期と大きく異なるルールを用いている。
通信対戦ではいわゆる「アンティ」が採用されており、これによりこのゲームは強いプレイヤーと弱いプレイヤーの差が開いていく性質となっている。
世界は原作の王国編を再現したものとなっており、プレイヤーは遊戯達をはじめ王国編のキャラクターとデュエルをすることになる。本作初登場となる「シモン・ムーラン」はその後も『5』までのGB・GBAソフト、PSソフトにも登場し続け、原作やアニメにも登場した。
このゲームと『II』・『III』・『封印されし記憶』には、特定の組み合わせのカードを同時にトレードすることによって新たなカードに変化する、「通信融合」のシステムが導入されている。本ゲーム最強のモンスター「完全究極態・グレート・モス」はこの方法でのみ入手可能であるが、ゲーム中1枚しか入手できないカードが3枚必要となる。
このゲームでは相手のライフポイントに5000ダメージを与える「火炎地獄」というカードが最強カードとして注目されたが、このカードの入手方法は「200人以上の相手と通信対戦する」という不可能に等しいものである。2つ以上のカセットを購入して、通信対戦しては一方のデータを消す、いわゆる「リセットマラソン」を行おうにも本作にはデータ初期化機能がない。発売当時中古販売はメーカーの利益にならないことから好ましくないこととされる風潮があり、いわばこの仕様も中古販売対策であった。どうしてもデータを消去したければカセットのボタン電池を抜く、電源が入った状態で勢い良くカセットを引き抜くなどの不正な手段を行わなければならない。こうした方法でデータを初期化するプレーヤーが多かったため状態の悪いカセットが多く、そうした理由で中古販売店ではこのゲームの買い取りが拒否されたこともある。なお、データ初期化の隠しコマンドは、発売から10年以上経過したころに有志によって発見された。
遊☆戯☆王デュエルモンスターズII 闇界決闘記（ダークデュエルストーリーズ）
1999年7月8日発売、ゲームボーイ、ゲームボーイカラー共通
遊☆戯☆王デュエルモンスターズIII 三聖戦神降臨（トライホーリーゴッドアドバント）
2000年7月13日発売、ゲームボーイカラー専用
遊☆戯☆王デュエルモンスターズ4 最強決闘者戦記（バトル オブ グレイト デュエリスト）
2000年12月7日発売、ゲームボーイカラー専用
「遊戯デッキ」「城之内デッキ」「海馬デッキ」の3バージョンが発売された。

### ゲームボーイアドバンス
遊☆戯☆王デュエルモンスターズ5 エキスパート1
2001年7月5日発売
遊☆戯☆王デュエルモンスターズ6 エキスパート2
2001年12月20日発売
遊☆戯☆王デュエルモンスターズ7 決闘都市伝説（ザ デュエルシティ レジェンド）
2002年7月4日発売
遊☆戯☆王デュエルモンスターズ8 破滅の大邪神
2003年3月20日発売
遊☆戯☆王デュエルモンスターズ インターナショナル ワールドワイドエディション
2003年4月17日発売、2003年世界大会公式ソフト。
『DM6』を世界大会仕様に合わせてリファインしたもの。世界大会を行うため各国で発売された。言語が選択可能で、海外版と完全互換でプレイできる。付属カードは英語版の「神のカード」。
遊☆戯☆王デュエルモンスターズ エキスパート3
2004年2月5日発売、2004年世界大会公式ソフト。
遊☆戯☆王デュエルモンスターズ インターナショナル2
2004年12月30日発売、2005年世界大会公式ソフト。
世界大会公式ソフトとしては初めてのオリジナルにあたる作品。「曜日」システムを導入し、曜日によって開催される大会や、禁止カードや制限カードが変わってくる。デュエル画面がリニューアルされ、斜めから見下ろす形に変更した。「暗黒の侵略者」までのカードを歯抜け収録。
遊☆戯☆王デュエルモンスターズGX めざせデュエルキング!
2005年10月13日発売
アニメ『遊☆戯☆王デュエルモンスターズGX』の世界を舞台とした作品。プレイヤーはデュエルアカデミアに入学し、主人公の遊城十代らと学園生活を送っていく。アニメのセブンスターズ編が開始されるまでのストーリーを一部再現している。本作ではカードの発動条件を無視できたり、カードの処理方法がOCGと異なるというバグ・ルール処理ミスが多い。「CYBANETIC REVOLUTION」までのカードが歯抜け収録されており、総数は1200枚。
遊☆戯☆王デュエルモンスターズ エキスパート2006
2006年2月23日発売、2006年世界大会公式ソフト。

### ニンテンドーDS
原作・アニメのソリッドビジョン（モンスターの立体映像）が再現されていること、ニンテンドーWi-Fiコネクションによる通信対戦ができる。カードの収録枚数はPSPのタッグフォースシリーズに劣る。
遊☆戯☆王デュエルモンスターズ NIGHTMARE TROUBADOUR（ナイトメア トラバドール）
2005年7月21日発売、Wi-Fiコネクション非対応。
遊☆戯☆王デュエルモンスターズGX Spirit Summoner（スピリットサモナー）
2006年11月30日発売
アニメ『遊☆戯☆王デュエルモンスターズGX』の世界を舞台とした作品。システムは前作の『ナイトメア トラバドール』を引き継ぎ、前作と通信することによる特典もある。「CYBERDARK IMPACT」までのカード約1400枚を歯抜け収録。
遊☆戯☆王デュエルモンスターズ WORLD CHAMPIONSHIP 2007
2007年3月15日発売、2007年世界大会公式ソフト。
遊☆戯☆王デュエルモンスターズGX CARD ALMANAC
2007年8月9日発売
デュエルを行うソフトではなく、『カードデータアルバム』と称されたソフトでアルバムや図鑑のように使用するソフト。2006年11月発売「STRIKE OF NEOS」までのほぼ全てのカード約2600枚の詳細データを収録。コンボ検索機能が収録されており、コンボ例などが閲覧できる。デュエル時に使用するための便利なサイコロ機能やコイントス、電卓機能が一体になったカリキュレータープログラムが内蔵されている。
遊☆戯☆王デュエルモンスターズ WORLD CHAMPIONSHIP 2008
2007年11月29日発売、2008年世界大会公式ソフト。
遊☆戯☆王5D's STARDUST ACCELERATOR -WORLD CHAMPIONSHIP 2009-（スターダスト アクセラレーター）
2009年3月26日発売、2009年世界大会公式ソフト。
遊☆戯☆王5D's WORLD CHAMPIONSHIP 2010 Reverse of Arcadia（リバース オブ アルカディア）
2010年2月18日発売、2010年世界大会公式ソフト。
遊☆戯☆王5D's WORLD CHAMPIONSHIP 2011 OVER THE NEXUS（オーバー・ザ・ネクサス）
2011年2月24日発売、2011年世界大会公式ソフト。

### ニンテンドー3DS
遊☆戯☆王ZEXAL 激突!デュエルカーニバル!
2013年12月5日発売、マスタールール2準拠。通信機能非対応。収録カードはレギュラーパック「SHADOW SPECTERS」、追加パック「デュエリストパック -神代兄妹編-」まで約5800枚のカードを歯抜け収録。また、遊戯王シリーズ初のCEROレーティング12歳以上対象になった。
遊☆戯☆王デュエルモンスターズ 最強カードバトル!
2016年7月5日発売。ダウンロードソフト。ソフトは無料で配信されており、一部アイテムを有料で販売する（アイテム課金制）。

### Wii
遊☆戯☆王5D's Wheelie Breakers（ウィーリーブレイカーズ）
2009年3月26日発売
D・ホイールのレースを主体としたゲームで、カードも登場するが、全てD・ホイールの走行に影響を及ぼすものに変更されており、デュエルとはルールが異なる。アニメでD・ホイールに搭乗しないキャラも仮想空間でレースを繰り広げる。
遊☆戯☆王5D's Duel Transer（デュエルトランサー）
2011年4月21日発売

### PlayStation / PlayStation 2
遊☆戯☆王 真デュエルモンスターズ 封印されし記憶
1999年12月9日発売、PlayStation
遊☆戯☆王 真デュエルモンスターズII 継承されし記憶
2001年9月6日発売、PlayStation 2
遊☆戯☆王デュエルモンスターズGX タッグフォースエヴォリューション
2007年12月6日発売、PlayStation 2

### PlayStation Portable / PlayStation Vita
遊☆戯☆王デュエルモンスターズGX タッグフォース
2006年9月14日発売、PlayStation Portable
遊☆戯☆王デュエルモンスターズGX タッグフォース2
2007年9月27日発売、PlayStation Portable
遊☆戯☆王デュエルモンスターズGX タッグフォース3
2008年11月27日発売、PlayStation Portable
遊☆戯☆王ファイブディーズ タッグフォース4
2009年9月17日発売、PlayStation Portable
遊☆戯☆王ファイブディーズ タッグフォース5
2010年9月16日発売、PlayStation Portable
遊☆戯☆王ファイブディーズ タッグフォース6
2011年9月22日発売、PlayStation Portable
OCG新エキスパートルール（TF1・TF2・TFE）・マスタールール（TF3・TF4・TF5）・マスタールール2（TF6）準拠。タッグデュエルを全面に推したシリーズ。アニメの登場人物は声付きの3Dで描写されている。シリーズのほぼ全てのカードが収録されており、アニメオリジナルのカードも数多く収録している。DS版とは異なりライディング・デュエルとネット対戦は出来ず、ソリッドビジョン（モンスターの立体映像）は再現されていない。
遊☆戯☆王アーク・ファイブ タッグフォーススペシャル
2015年1月22日発売、PlayStation Portable / PlayStation Vita
（ダウンロード販売限定）

### Xbox 360
Yu-Gi-Oh! 5D's DECADE DUELS（ディケードデュエルズ）
2010年11月3日発売、Xbox Live Arcade。
Xbox 360ダウンロード販売専用ゲームだが、現在は販売を終了している。マスタールール準拠。デュエルのシステムはタッグフォースシリーズに準拠しているが、一人用モードやデッキ編集などデュエル以外のシステムは独自のシステムが導入されている。キャラクターの3DCGが無く、演出面は簡略化されている。「ANCIENT PROPHECY」までのカードが歯抜け収録されており、総数は1000枚。制限リストは2009年3月制限のものが採用されている。
Yu-Gi-Oh! 5D's DECADE DUELS Plus（ディケードデュエルズプラス）
2013年2月13日発売、日本未発売　Xbox 360(Xbox Live Arcade)・PlayStation 3(PlayStation Network)。
Xbox 360上記のYu-Gi-Oh! 5D's DECADE DUELSのアップデートバージョン。
また、Plusのみ、PlayStation 3版も発売された。
Yu-Gi-Oh! Millennium Duels
2014年3月26日、日本未発売　Xbox 360(Xbox Live Arcade)・PlayStation 3(PlayStation Network)。
システムはDECADE DUELSに準拠しており、獲得しているカードを引き継ぐことができる。DM、GX、5D's、ZEXALからキャラクターが登場する。

### 携帯電話・スマートフォンアプリ
遊☆戯☆王5D's モバイル
ジャンル：カード&クイズ
iモード、EZweb、Yahoo!ケータイ
2009年12月8日に開始し、2011年3月31日に終了。
「カリキュレーター」、「カード検定」、「オートデュエル」の3つのモードが存在する。「カリキュレーター」は『CARD ALMANAC』と似たものを使用している。「カード検定」はカードに対する知識を○×式や選択式などのクイズで答える形式になっている。高得点を出すと段位が上がる。「オートデュエル」は自分が構築したデッキとCPUを自動的にデュエルさせることができる。
Yu-Gi-Oh! DUEL LINKS（遊☆戯☆王デュエルリンクス）
ジャンル：対戦型カードゲーム
iOS、Android、PC
2016年11月17日サービス開始。基本プレイ無料（アイテム課金制）。
2017年11月17日にPC版も開始された。モバイル版データの共有や、モバイルユーザーとの対戦も可能。
言語が選択可能で、年に1度の世界大会を行われている。
OCGマスタールールを基準として構築するメインデッキ20～40枚までとエクストラデッキ5枚（ミッションクリアすると最大8枚まで）、メインモンスターゾーンと魔法・罠ゾーンそれぞれ3つづつに加え、キャラクターの中からデッキ登録したカードと別物となるスキルカードが導入したスピードデュエルが登場し、本作品のリリースされた当初に開始された。スキルカードはプレイヤーの任意で設定と変更ができる。アニメ世界観の『DM（デュエルモンスターズ）』ワールドから『VRAINS（ブレインズ）』ワールドと劇場版『DSOD（ダークサイド・オブ・ディメンジョンズ）』ワールドまでOCGカードのスピードデュエルで行う。ただし、本作品のゲームに限って、スピードデュエルにメインフェイズ2は無い。
2023年9月28日から『SEVENS（セブンス）』ワールド実施と同時にラッシュデュエルが登場。2025年4月現在の『ゴーラッシュ』ワールドまで登場し、『SEVENS』ワールドと『ゴーラッシュ』ワールドはラッシュデュエルのルールで行い、OCGカードではなくラッシュデュエル用のカードで行う。構築するメインデッキとエクストラデッキの上限は商品化されたルールと異なり、スピードデュエルと同上。ラッシュデュエルでもデッキ登録したカードと別物として、『SEVENS』と『ゴーラッシュ』に登場する各キャラクターの中からスキルカードも存在し、プレイヤーの任意で設定と変更ができる。
本作品に登場する効果ダメージを与えるカードのほとんどは、作中に限ってOCG及びラッシュデュエル用カードのテキストに記された本来のダメージの数値を1/4としてエラッタされている物が存在する。
Yu-Gi-Oh! CROSS DUEL（遊☆戯☆王クロスデュエル）
iOS、Android
ジャンル：新世代4人対戦カードバトル
2022年9月6日サービス開始（日本を含む180以上の国・地域向け）。基本プレイ無料（アイテム課金制）。

### Windows
遊☆戯☆王ONLINE
2005年4月11日開始、2012年10月1日に終了。

### 複数ハード
遊☆戯☆王 デュエルモンスターズ レガシー・オブ・ザ・デュエリストリンク・エボリューション
2019年4月25日Nintendo Switch版配信。
2020年3月24日PlayStation 4、Xbox One、Steam版配信開始。
遊戯王マスターデュエル
2022年1月19日配信。
ハードはiOS、Android、Windows 、PlayStation 4、PlayStation 5、Xbox One、Xbox Series X/S、Nintendo Switch
遊戯王 アーリーデイズコレクション
2025年2月27日発売・配信。
ハードはNintendo Switch、Windows（Steam）
開発元: Digital Eclipse
GBとGBAシリーズのオムニバスゲーム。全13タイトルを収録。海外未発売タイトルが初ローカライズされているが、一部カードイラストの変更やカード名の変更が行われている。

### ソーシャルコンテンツ
Yu-Gi-Oh! BAM
2012年3月30日配信開始。日本語版は2012年6月上旬配信開始。
Facebookで配信されているソーシャル・ネットワーキング・サービスゲーム。カードゲームを模したボードゲーム。

## その他
遊☆戯☆王 モンスターカプセル ブリード&バトル
1998年7月23日発売 PlayStation ※遊☆戯☆王シリーズの中の最初に発売したビデオゲームソフト。
遊☆戯☆王モンスターカプセルGB
2000年4月13日発売 ゲームボーイカラー
遊☆戯☆王ダンジョンダイスモンスターズ
2001年3月21日発売 ゲームボーイアドバンス
遊☆戯☆王フォルスバウンドキングダム 虚構に閉ざされた王国
2002年12月5日発売 ニンテンドー ゲームキューブ
遊☆戯☆王 双六のスゴロク
2004年3月18日発売 ゲームボーイアドバンス
遊☆戯☆王カプセルモンスターコロシアム
2004年7月29日発売 PlayStation 2 ※ボイス付きだが音声は英語。声は英語版のアニメで声を当てた声優が担当している。
遊☆戯☆王ラッシュデュエル 最強バトルロイヤル!!
2021年8月12日発売 Nintendo Switch ※アニメ「遊☆戯☆王SEVENS」を題材にした対戦型カードゲーム。作品中の遊☆戯☆王ラッシュデュエルと連動しており、OCGシリーズと混ぜたプレイは不可。
遊☆戯☆王ラッシュデュエル 最強バトルロイヤル!! いくぞ!ゴーラッシュ!!
2022年12月1日発売 Nintendo Switch ※アニメ「遊☆戯☆王ゴーラッシュ!!」を題材にした対戦型カードゲーム。上記の「遊☆戯☆王ラッシュデュエル 最強バトルロイヤル!!」からデータの引継ぎが可能。同様にOCGシリーズと混ぜたプレイは不可。

## 関連書籍
- 遊☆戯☆王デュエルモンスターズ パーフェクトマスターBOOK（上巻）（Vジャンプブックス-ゲームシリーズ）（1998年12月21日発行、ISBN 978-4-08-779009-2）
- 遊☆戯☆王デュエルモンスターズ パーフェクトマスターBOOK（下巻）（Vジャンプブックス-ゲームシリーズ）（1999年1月31日発行、ISBN 978-4-08-779012-2）